# Lessé (Lobaye)
Lessé est une des treize communes de la préfecture de Lobaye, située au nord de Mbaïki. Elle doit son nom à la rivière Lessé, affluent de la rive droite de l’Oubangui. 

## Villages
La commune rurale de Lessé compte 21 villages: Bogaré Bossako, Bogaré-Mba, Bokoro, Bondoé, Bonzane, Bossako, Boudé, Gbabili, Karabara, Karawa, Koulou, Lioko, Mbalet, Mbandet, Mbanza, Mboulet, Sakpiri, Thou, Yabila, Yémakabo, Zendi.